# George Lusztig
George (Gheorghe) Lusztig (ur. 20 maja 1946 roku w Timișoarze) – rumuńsko-amerykański matematyk, laureat Nagród Shawa (2014) i  Wolfa (2022) w dziedzinie matematyki. Specjalizuje się w teorii reprezentacji i grupach algebraicznych.

## Życiorys
Urodził się w Timișoarze 20 maja 1946 roku. Pochodzi z rodziny żydowskiej i choć nie był religijny, to jego pochodzenie miało wpływ na to, że poświęcił się matematyce, ponieważ uważał ją za dziedzinę będącą poza zasięgiem polityki i dającą mu największe szanse na obiektywną ocenę. 
Do szkoły średniej uczęszczał w Timișoarze. Poznał wówczas profesor tamtejszego uniwersytetu Marię Neumann, która miała wpływ na jego matematyczny rozwój. W latach 1962 i 1963 Lusztig reprezentował Rumunię na Międzynarodowej Olimpiadzie Matematycznej, zdobywając dwukrotnie srebrne medale.
Studia ukończył w 1968 roku na Uniwersytecie Bukareszteńskim. Jeszcze przed otrzymaniem dyplomu opublikował (po rumuńsku) dwie pierwsze prace. W 1968 roku ukazały się kolejne jego artykuły, tym razem po francusku w zagranicznych (polskim, francuskim i brytyjskim) czasopismach. Pomimo jego, ponadprzeciętnych na tym etapie, osiągnięć nie zaoferowano mu jednak stanowiska uniwersyteckiego w Bukareszcie, choć takie posady otrzymywały osoby o mniejszym dorobku i talencie. Lusztig nie miał wątpliwości, że stało się tak dlatego, że jest Żydem. Uznał więc, że w Rumunii nie ma dla niego przyszłości, i zdecydował, że przy pierwszej nadarzającej się okazji opuści kraj.
Rozpoczęcie kariery uniwersyteckiej Lusztig zawdzięcza profesorowi Uniwersytetu w Timișoarze Danowi Papucy, który zaproponował mu stanowisko na swojej uczelni. Dzięki temu jeszcze w 1968 roku wyjechał do Włoch (na konferencję) i Anglii. Podczas pobytu na Uniwersytecie Oksfordzkim, gdzie spędził dwa miesiące, Michael Atiyah i Isadore Singer przedstawili mu pewien problem dotyczący półcharakterystyki Kervaire’a. Lusztig dość szybko go rozwiązał, a ponieważ to samo zrobił niezależnie Franklin Peterson, napisali wspólną pracę (trzecim współautorem został Atiyah) Semi-characteristics and cobordism. Atiyah został właśnie mianowany profesorem w Institute for Advanced Study i zaprosił Lusztiga do siebie, jednak kiedy po powrocie do Timișoary Lusztig złożył wniosek o pozwolenie na wyjazd do Princeton, nie otrzymał na to zgody. Pozwolono mu jednak na udział w konferencji w Bonn w 1969 roku, z której nie wrócił już do kraju, tylko pojechał do Princeton (później miał z tego powodu problemy paszportowe).  
Lusztig uzyskał doktorat w 1971 roku na Uniwersytecie Princeton (promotorami jego rozprawy zatytułowanej Novikov's Higher Signature and Families of Elliptic Operators byli Michael Atiyah i William Browder).
W latach 1971–1977 pracował na University of Warwick (przez pewien czas – z powodów finansowych – mieszkał wówczas w namiocie), a od roku 1978 jest profesorem w Massachusetts Institute of Technology.
Wypromował 20 doktorów, wśród nich byli m.in. Corrado de Concini i Ian Grojnowski.

## Publikacje i osiągnięcia
Autor blisko 300 publikacji, w tym kilku książek (najczęściej cytowane z nich to Introduction to quantum groups i Characters of reductive groups over a finite field). W zdecydowanej większości napisał je samodzielnie, choć współpracował też z tak wybitnymi matematykami jak David Kazhdan, Pierre Deligne, Geordie Williamson, Alexander Beilinson, Jacques Tits, John Milnor i Michael Atiyah.
Swoje prace publikował m.in. w „Representation Theory”, „Advances in Mathematics”, „Duke Mathematical Journal”, „Publications mathématiques de l'IHÉS”, „Journal für die Reine und Angewandte Mathematik” oraz najbardziej prestiżowych czasopismach matematycznych świata: „Annals of Mathematics”, „Journal of the American Mathematical Society" i „Inventiones Mathematicae”.
Lusztig jest znany ze swoich prac nad teorią reprezentacji, w szczególności w zakresie obiektów ściśle powiązanych z grupami algebraicznymi, takimi jak skończone grupy redukcyjne, algebry Hecke'go, grupy p-adyczne, grupy kwantowe i grupy Weyla. Obejmowały one w szczególności nowe, fundamentalne pojęcia, takie jak rozmaitości Deligne'a-Lusztiga i wielomiany Kazhdana-Lusztiga. Wpłynęło to zasadniczo na rozwój współczesnej teorii reprezentacji.
Nagrodę Wolfa otrzymał za przełomowy wkład w teorię reprezentacji i obszary pokrewne, a Nagrodę Shawa otrzymał za fundamentalny wkład w algebrę, geometrię algebraiczną i teorię reprezentacji oraz za wykorzystywanie tych dziedzin do rozwiązywania starych problemów i odkrywania nowych, pięknych związków.

## Wyróżnienia
Lusztig był wielokrotnie nagradzany. Otrzymał m.in.:
- 2022 – Nagrodę Wolfa w dziedzinie matematyki[3]
- 2014 – Nagrodę Shawa w dziedzinie matematyki[8]
- 2008 – Nagrodę Steele'a za całokształt osiągnięć[12]
- 1999 – Medal Brouwera(inne języki) (przyznawany przez Królewskie Holenderskie Towarzystwo Matematyczne(inne języki))[13]
- 1985 – Nagrodę Cole’a z algebry[14]
- 1977 – Berwick Prize(inne języki) (przyznawaną przez London Mathematical Society(inne języki))[15]

W latach 1974 i 1983 był prelegentem sekcyjnym, a w 1990 plenarnym na Międzynarodowym Kongresie Matematyków.
Jest członkiem Royal Society (od 1983 roku), Amerykańskiej Akademii Sztuk i Nauk (od 1991 roku), National Academy of Sciences (od 1992 roku) i Amerykańskiego Towarzystwa Matematycznego (od 2013 roku). 
W 2003 roku Lusztig został ponadto komandorem rumuńskiego Orderu Wiernej Służby. 

## Życie prywatne
W 1972 roku Lusztig ożenił się z Michal-Niną Abraham; para doczekała się dwóch córek. Jedną z nich jest reżyserka filmów non-fiction Irene Lusztig, która w 2001 roku wyreżyserowała film Reconstruction opowiadający historię jej rumuńsko-żydowskiej babki ze strony matki, Moniki Sevianu, skazanej na dożywocie za udział w napadzie na bank przeprowadzony w 1959 roku przez tzw. Gang Ioanidów (rum. Banda Ioanid) w komunistycznej Rumunii.
Pierwsze małżeństwo Lusztiga zakończyło się rozwodem w 2000 roku, trzy lata później poślubił Gongqin Li.